# Whiting (Iowa)
Whiting es una ciudad ubicada en el condado de Monona en el estado estadounidense de Iowa. En el Censo de 2010 tenía una población de 762 habitantes y una densidad poblacional de 293,33 personas por km².

## Geografía
Whiting se encuentra ubicada en las coordenadas 42°7′38″N 96°9′3″O / 42.12722, -96.15083. Según la Oficina del Censo de los Estados Unidos, Whiting tiene una superficie total de 2.6 km², de la cual 2.6 km² corresponden a tierra firme y (0%) 0 km² es agua.

## Demografía
Según el censo de 2010, había 762 personas residiendo en Whiting. La densidad de población era de 293,33 hab./km². De los 762 habitantes, Whiting estaba compuesto por el 96.72% blancos, el 0.13% eran afroamericanos, el 1.57% eran amerindios, el 0.13% eran asiáticos, el 0% eran isleños del Pacífico, el 0.79% eran de otras razas y el 0.66% pertenecían a dos o más razas. Del total de la población el 1.97% eran hispanos o latinos de cualquier raza.